# あんちゃん
『あんちゃん』は、1982年10月23日から1983年4月23日まで、日本テレビ系列で毎週土曜夜9時（土曜グランド劇場枠）に放映されたテレビドラマ。全26話。
女子プロレスのマネージャー兼トレーナーの田野中一徹が、父の急死をきっかけに郷里である宇佐木町に戻り、家業の住職を継ぎ一人前の住職として成長してゆく姿を描く。主演の水谷豊は、この共演がきっかけで、伊藤蘭と1989年1月に結婚した。

## 出演者
田野中一徹：水谷豊田野中家の長男。安楽寺住職。元女子プロレスのマネージャー兼トレーナー。
田野中徳子：伊藤蘭一徹の妹。
田野中文太：西山浩司一徹の弟。高校生。
宇佐木静：藤真利子徳子の同級生。町長の娘。ブティック「表参道」を経営。
川上音次：三浦洋一一徹の幼なじみ。「川上土建」社長。
馬場一郎：岡本富士太一徹の幼なじみ。旅館「山水楼」専務。
林田　元：寺田農一徹の先輩。地元高校教諭。
小林伸一：ピーター一徹の幼なじみ。スナック「ゆけむり」経営。
久富桃子：太田あや子スナック「ゆけむり」のウエイトレス。
木又圭六：市川好郎一徹の幼なじみ。交番巡査。
杉山米夫：河西健司一徹の幼なじみ。宇佐木町役場職員。
森山良江：ねもときよみ徳子の同級生。岩男の娘。
山田とみ子：蜷川有紀徳子の幼なじみ。温泉芸者。
仙造：木田三千雄安楽寺の執事。元行司。
馬場東吉：桑山正一一郎の父。旅館「山水楼」社長。
馬場とよ：野村昭子一郎の母。
湯川：園田裕久テーラ「湯川」主人。
公平：前島尚人「川上土建」従業員。
三吉：村木慎一「川上土建」従業員。
杉山たき子：川口敦子米夫の母。
橋本：草薙幸次郎
大友ふじ子：千種かおる
雪江：星野さやか
敏夫：塚本恭弘
正吉：野上博
哲太：谷部勝彦
内田国夫：東千代之介頼子の弟。一徹の叔父。
森山岩男：村田英雄
田野中頼子：淡島千景一徹の母。

### ゲスト出演者
稲垣昭三第1話
ミミ萩原第1話
ジャガー横田第1話
頭師孝雄第1・2話
西川ひかる第2話
初井言栄第2話
雪：伊集院弓第4話
黒田：長塚京三第4話
北条政次郎：水嶋道太郎第4話
島崎朋江：木内みどり第5・6話
信子：甲斐みどり第5・6話
木山健介：山下真司第7話
小川陽子：山本みどり第8話
末吉：花沢徳衛第11話
宮田：小倉一郎第11話
由美：高沢順子第12話
山都：阿藤海第12話
大町：蟹江敬三第13話
助役：神山卓三第13話
女の声：東美江第13話
水上タケシ：畔上親第14話
水上佳子：北沢典子第14話
山本倉三：松田優作第15・16話
アメリカ大使館書記官：レオ・メンゲッティ第17話
細井恒子：滝奈保栄第19話
沢田光子（寿々丸）：二宮さよ子第20話
神内俊之助（五郎）：真夏竜第21話
湯川ユミ：浅野真弓第23話　湯川の娘。
山上チエ：千石規子第25話
吉井公吉：大友柳太朗第26話
菊：堀越節子第26話　公吉の妻。
下田会長：人見きよし第26話　女子プロレス団体会長。

## 主題歌・挿入歌
主題歌「普通のラブ・ソング」
- 作詞：松本隆、作曲：筒美京平、編曲：石川鷹彦、歌：水谷豊

挿入歌「宇佐木温泉音頭」
- 作詞：松本隆、作曲：大滝詠一、編曲：萩原哲晶、歌：角川博
  - 本放送当時は、シングル盤などの発売はなされなかったが、1995年に発売された『大瀧詠一作品集 Vol.2』に「うさぎ温泉音頭」と改題の上、収録されている。

## スタッフ
- 脚本：金子成人、塩田千種、柏原寛司、宮田雪、内田史子
- 音楽：川村栄二
- タイトル画：湯村輝彦
- アニメーション：木下蓮三（スタジオロータス）
- 監修：逸見道郎
- 技術：松下滋
- カメラ：興善幹雄
- 照明：関真久
- 音声：島孝久
- 調整：守屋誠一
- 効果：倉橋静男
- 編集：伊藤信行
- 選曲：鈴木清司
- 美術：伊東清
- 装置：武田寛
- 装飾：川合政行
- 持道具：小川和男
- 衣装：花房孝治
- メイク：加藤久美子
- スタイリスト：合田龍秀
- PR：河村良子
- TK：林満利子
- 製作主任：長沢克明
- 演出補：太田雅晴 他
- 演出：高井牧人、吉野洋、雨宮望
- プロデューサー補：菊池昭康
- 衣装協力：株式会社VIVID、美松
- 制作協力：生田スタジオ
- プロデューサー：清水欣也（日本テレビ）、永野保徳（ユニオン映画）
- 製作：日本テレビ、ユニオン映画

## サブタイトル
| 話数                                   | 放送日          | サブタイトル                             | 脚本               | 演出     | 視聴率 |
| -------------------------------------- | --------------- | ---------------------------------------- | ------------------ | -------- | ------ |
| 1                                      | 1982年 10月23日 | 父死ス、兄チャン帰レ!                    | 金子成人           | 高井牧人 | 14.6%  |
| 2                                      | 10月30日        | やさしすぎる!モテすぎる!                 | 金子成人           | 高井牧人 | 18.2%  |
| 3                                      | 11月6日         | ふるさとは、ほとんどビョーキ!            | 金子成人           | 吉野洋   | 11.1%  |
| 4                                      | 11月13日        | お寺は、ギャルであふれた!                | 金子成人           | 吉野洋   | 13.7%  |
| 5                                      | 11月20日        | 狼男・する?                              | 金子成人           | 雨宮望   | 18.7%  |
| 6                                      | 11月27日        | 良い父・悪い父・愛する父!                | 金子成人           | 高井牧人 | 15.7%  |
| 7                                      | 12月4日         | 東京未練                                 | 金子成人           | 吉野洋   | 16.2%  |
| 8                                      | 12月11日        | 心の悩みなんでも相談所                   | 金子成人           | 高井牧人 | 16.0%  |
| 9                                      | 12月18日        | 泥棒をつかまえてみれば…?                 | 塩田千種           | 雨宮望   | 15.7%  |
| 10                                     | 12月25日        | 輝け!!宇佐木温泉くらやみ祭               | 金子成人           | 吉野洋   | 12.2%  |
| 11                                     | 1983年 1月8日   | 文太よ、青春の夢をもやせ!                | 柏原寛司           | 高井牧人 | 18.2%  |
| 12                                     | 1月15日         | タスケテーッ!と彼女は叫んだ              | 金子成人           | 雨宮望   | 17.3%  |
| 13                                     | 1月22日         | 銀行強盗がやって来たア                   | 金子成人           | 吉野洋   | 16.4%  |
| 14                                     | 1月29日         | 徳子を愛したネズミ小僧                   | 柏原寛司           | 高井牧人 | 17.0%  |
| 15                                     | 2月5日          | なぜ彼らはジョーハツしたか?              | 金子成人           | 吉野洋   | 16.5%  |
| 16                                     | 2月12日         | 緊急質問！キミはさすらい派か、定住派か?  | 金子成人           | 吉野洋   | 16.7%  |
| 17                                     | 2月19日         | ひとりでニューヨーク行きなんて許せんさ!  | 柏原寛司           | 高井牧人 | 16.4%  |
| 18                                     | 2月26日         | 愛しているサ!キミがどんなに気まぐれでも… | 金子成人           | 雨宮望   | 16.3%  |
| 19                                     | 3月5日          | お願い消えて、幽霊オジさん!              | 宮田雪             | 高井牧人 | 14.6%  |
| 20                                     | 3月12日         | 宇佐木温泉子育て地蔵                     | 金子成人           | 吉野洋   | 16.4%  |
| 21                                     | 3月19日         | 徳チャンは、ただいま発熱中でえす!        | 塩田千種、柏原寛司 | 雨宮望   | 16.9%  |
| 22                                     | 3月26日         | 心に平和を!おフトンに世界地図を!         | 金子成人           | 吉野洋   | 18.7%  |
| 23                                     | 4月2日          | 超能力者・タノナカイッテツ               | 宮田雪             | 高井牧人 | 13.1%  |
| 24                                     | 4月9日          | 花まつり・花ズモウ・大荒れ!              | 金子成人           | 吉野洋   | 16.5%  |
| 25                                     | 4月16日         | ネコ好きvsネコ嫌い…その結果は？          | 宮田雪             | 高井牧人 | 15.2%  |
| 26                                     | 4月23日         | ブルートレイン、極楽行き!                | 金子成人           | 吉野洋   | 22.1%  |
| 平均視聴率16.2%（ビデオリサーチ 関東） |                 |                                          |                    |          |        |

## ソフト化
- 2004年3月、ジェネオンエンタテインメント(販売:日本クラウン)から全26回が全7巻のDVDビデオソフト化されている。※現在は廃盤。